# CMタレント
CMタレント（シーエムタレント）とは、テレビコマーシャルや広告などで活躍する役者・タレントを指す呼称・肩書きのひとつである。

## 概要
主にテレビCMに出演する人を「CMタレント」と呼ぶ（広義では、広告ポスター、イメージキャラクターなども含まれる）。
元々は、企業が自社の宣伝に有名人を起用することで企業の知名度を上げる目的であったが、次第にデビューしたばかりのタレントやアイドルをプロダクション側が売り込み、企業とタレント双方の知名度を相乗的に上げるようになっていった。
2000年代に入ってからは、若手・デビューしたばかりのタレントの知名度向上に加え、演技力などを試したり成長させたりする場としての意義を併せ持つようになった。それにあわせるかのように、消費者・視聴者や企業、制作サイドなど各方面において、CM自体への認識が変化しており、現在はそうした活動でデビューする人や知名度を上げた人をもっぱら指す傾向がある。
そうしたなかで、全国的に有名になるのが芸能人とは限らないケースがあり、エキストラ、マスコットキャラクター、ナレーターなどにスポットが当たることもある。また、全国ネットで放送されないCMでも、その地域で高い認知度を持つ場合、専門誌やテレビ番組などで「ご当地CM」として取り上げられることがある。そうしたケースもあって、ローカルタレントもCMタレントのひとつとして考えることができる。このほか、話題になったスポーツ選手、企業家、政治家も見方によっては含まれる。さらに、アフラックやアコムなどのCMに見られる動物が注目を浴びることもある。
CMタレントは固定的な定義は、広告活動のイメージをしているかであり、広義の場合においてはタレントを超える幅広さを持つ一方で狭義では一部に限定されるなど、タレントと同様に曖昧な部分がある。

## 著名なCMタレント
- 宮崎美子（ミノルタ「ミノルタX-7」1980年）
- 牛の吉田君（学生援護会「日刊アルバイトニュース」1983年）
- 山口美江（フジッコ「つけもの百選」1987年）
- 宮沢りえ（三井不動産販売「三井のリハウス」1987年）
- 深津絵里（JR東海「ホームタウン・エクスプレス（クリスマス編）」1988年）
- 牧瀬里穂（JR東海「クリスマス・エクスプレス」1989年）
- チャーリー浜（サントリー「ポケメシ」1991年）
- 加藤幸子（サンヨー食品「カップスター・ポーチュガール」1991年）
- 水野美紀（コーセー「ルシェリ」1992年）
- 小金沢昇司（興和「フィニッシュコーワ」1993年）
- 遠藤久美子（日本マクドナルド、1995年）
- 広末涼子（NTTドコモ「ポケベル」1996年）
- 池脇千鶴（三井不動産販売「三井のリハウス」1997年）
- 及川光博（マツモトキヨシ、1997年）
- 田中麗奈（サントリー「なっちゃん」1998年）
- 山口もえ（マツモトキヨシ、1999年）
- 柴咲コウ（日本リーバ「ポンズ ダブルホワイト」1999年）
- 小野真弓（アコム、2002年）
- チワワのくぅ～ちゃん（アイフル、2002年）
- 加藤ローサ（リクルート「ゼクシィ」2004年）
- 原幹恵（グッドウィル、2006年）
- 新垣結衣（江崎グリコ「ポッキー極細」2006年）
- ダンテ・カーヴァー（ソフトバンクモバイル「予想外」2006年、「ホワイト家族24」2007年）
- ナタリー・エモンズ（トリバゴ 2014年）[1]
- 原晋（新型コロナウイルス対策「未来へのタスキ2」篇、2022年）[2]